# Steph Catley
Steph Catley (Melbourne, 26 januari 1994) is een Australisch voetbalspeelster die als verdediger voor Arsenal uitkomt in de Super League.

## Clubcarrière

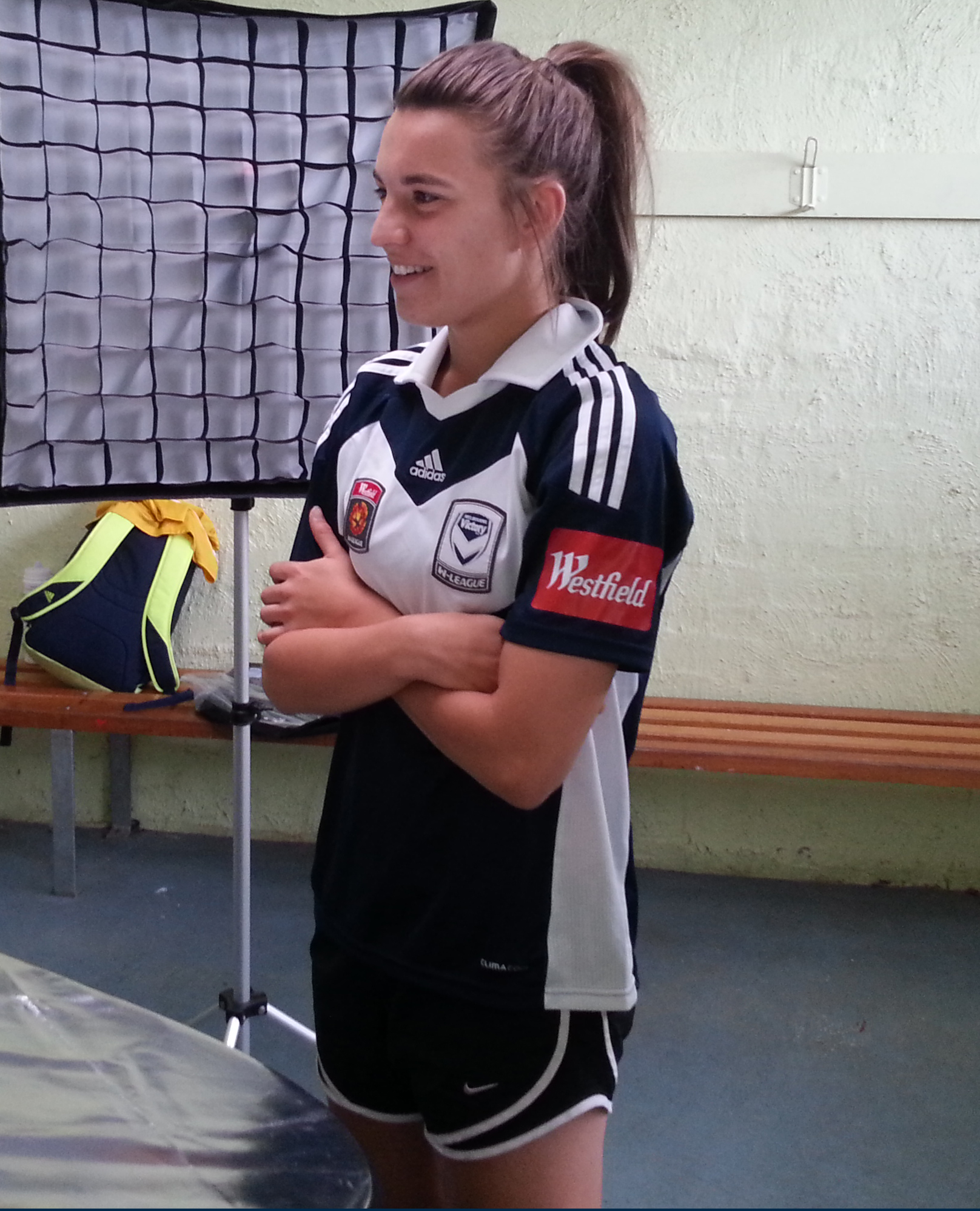
Catley tijdens een fotosessie als speelster van Melbourne City

Catley debuteerde op vijftienjarige leeftijd bij Melbourne Victory in de A‑League Women. Ze groeide uit tot een vaste waarde en werd meerdere keren landskampioen met Melbourne Victory. Later ging de club over in Melbourne City. Catley werd meermaals opgenomen in het W‑League elftal van het seizoen en won tweemaal de onderscheiding onder 20 speelster van het jaar.

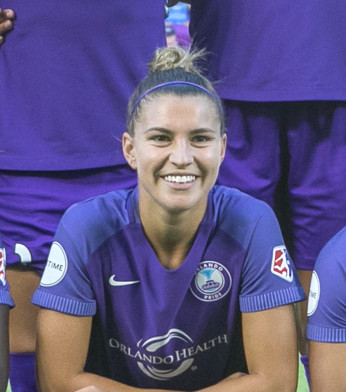
Catley bij Orlando Pride in 2017

Catley maakte de overstap naar de Amerikaanse NSWL, waar ze uitkwam voor Portland Thorns FC, Orlando Pride en Reign FC.
In juli 2020 tekende Catley een contract bij Arsenal WFC, haar eerste club in Europa. De transfer kwam na gesprekken met coach Joe Montemurro, die haar al langere tijd wilde aantrekken, maar timing en contractuele verplichtingen stonden een eerdere overgang in de weg.
Catley maakte haar debuut voor Arsenal in een 6-1 overwinning op Reading FC. In haar eerste seizoen liep ze een zware blessure op, waarvan Catley een lange tijd moest revalideren. 
Na haar rentree te hebben gemaakt, werd Catley in mei 2022 beloond met een nieuw contract, tot medio 2025.
In november 2021 wist ze in een wedstrijd tegen het Deense HB Køge in de Champions League vanuit een vrije trap te scoren. Catley kwam in het seizoen 2022/23 in 32 wedstrijden in actie, waarin ze vier assists gaf en één doelpunt scoorde. Ze speelde veelal als linksback, maar stond ook meerdere wedstrijden centraal in de verdediging, waaronder in de 5‑1 zege tegen Olympique  Lyon in de Champions League. 
In het seizoen 2024/25 speelde Catley 31 wedstrijden, waarvan slechts 4 op haar gebruikelijke positie. Na haar terugkeer van een blessure in oktober nam ze de rol van centrumverdediger over en vormde ze een vast duo met Leah Williamson, met wie ze de laatste 15 duels van het seizoen begon. 
In mei 2025 won ze met Arsenal de Champions League 2024/25 door FC Barcelona in de finale met 1‑0 te verslaan.

## Statistieken
| Seizoen        | Club              | Land             | Competitie     | Wedstrijden | Doelpunten |
| -------------- | ----------------- | ---------------- | -------------- | ----------- | ---------- |
| 2009–14        | Melbourne Victory | Australië        | A-League Women | 51          | 7          |
| 2015–20*       | Melbourne City FC | Australië        | A-League Women | 70          | 5          |
| 2018/19 (huur) | Melbourne City FC | Australië        | A-League Women | 7           | 1          |
| 2019/20 (huur) | Melbourne City FC | Australië        | A-League Women | 14          | 1          |
| 2016/17        | Orlando Pride     | Verenigde Staten | NWSL           | 11          | 0          |
| 2018           | Seattle Reign FC  | Verenigde Staten | NWSL           | 17          | 0          |
| 2020           | Seattle Reign FC  | Verenigde Staten | NWSL           | 16          | 0          |
| 2020/21        | Arsenal WFC       | Engeland         | Super League   | 6           | 0          |
| 2021/22        | Arsenal WFC       | Engeland         | Super League   | 18          | 1          |
| 2022/23        | Arsenal WFC       | Engeland         | Super League   | 17          | 1          |
| 2023/24        | Arsenal WFC       | Engeland         | Super League   | 23          | 1          |
| 2024/25        | Arsenal WFC       | Engeland         | Super League   | 19          | 0          |
| Totaal         | Totaal            | Totaal           | Totaal         | 294         | 16         |

Laatste update: 17 juni 2025

## Interlandcarrière
Catley maakte op 24 juni 2012 haar debuut voor het Australisch nationale team in een vriendschappelijke interland tegen Nieuw-Zeeland. Eerder kwam zij uit voor verschillende Australische jeugdelftallen, waaronder het onder-17- en onder-20-team. Als linksback verkreeg ze een basisplek en werd ze een vaste waarde in de Australische selectie.
Catley nam deel aan meerdere grote eindtoernooien met de Matilda's. Ze maakte deel uit van de selectie voor de Asian Cup 2014, waarin Australië de finale bereikte. Ook vertegenwoordigde zij Australië op de WK 2015 in Canada, WK 2019 in Frankrijk en het WK 2023 Australië en Nieuw-Zeeland. Tijdens het laatstgenoemde was Catley vice-aanvoerder en scoorde zij in de openingswedstrijd tegen Ierland uit een strafschop. Australië bereikte dat jaar de halve finale en eindigde uiteindelijk als vierde.
Naast haar WK-deelnames speelde Catley op de Olympische Zomerspelen van 2016 in Rio de Janeiro, de Olympische Zomerspelen 2021 in Tokio en de Olympische Zomerspelen 2024 in Parijs. Tijdens het toernooi in Tokio bereikte Australië voor het eerst in de geschiedenis de halve finale van het olympisch vrouwentoernooi.